# Hledám přítele pro konec světa
Hledám přítele pro konec světa (v anglickém originále Seeking a Friend for the End of the World) je americká filmová komedie z roku 2012. Režisérkou filmu je Lorene Scafaria. Hlavní role ve filmu ztvárnili Steve Carell, Keira Knightley, William Petersen, Melanie Lynskey a Adam Brody. 

## Obsazení
| Steve Carell     | Dodge Petersen    |
| Keira Knightley  | Penelope Lockhart |
| William Petersen | Glenn             |
| Melanie Lynskey  | Karen Amalfi      |
| Adam Brody       | Owen              |
| Tonita Castro    | Elsa              |
| Mark Moses       | zprávař           |
| Derek Luke       | Alan Speck        |
| Martin Sheen     | Frank Petersen    |